# Jerdacuttup
Jerdacuttup kisváros Ausztráliában, Nyugat-Ausztrália Goldfields-Esperance régiójának Ravensthorpe kistérségében, Perthtől 584 kilométernyire délkeletre, Ravensthorpe és Hopetoun közt. A 2006-os népszámlálás adatai alapján Jerdacuttup városkában mindössze 6 fő él.
John Forrest 1870-ben fedezte fel a területet, melynek nevét Jerdicutupként írta, később, 1875-ben C Price felügyelő érkezett a vidékre, aki a területet Jerdicat és Verdicat néven jegyezte le. 
Az 1960-as években az állam délnyugati részén megnőttek a mezőgazdasági ágazat lehetőségei, amely irányzatot kihasználva a település hamarosan a környék éléskamrájává vát. A kormányzat 1966-ban nyilvánította hivatalosan elismert kisvárossá a települést.  A mezőgazdasági termelésben a legjelentősebb szerepet a  juhtenyésztés, a gabonatermelés és a kevésbé nagy szerepet kapott csillagfürtfélék termelése kapta.
A Jerdacuttup folyó a városkától 16 km-nyire nyugatra folyik.

## Fordítás
Ez a szócikk részben vagy egészben  a   Jerdacuttup című angol Wikipédia-szócikk ezen változatának fordításán alapul.  Az eredeti cikk szerkesztőit annak laptörténete sorolja fel. Ez a jelzés csupán a megfogalmazás eredetét és a szerzői jogokat jelzi, nem szolgál a cikkben szereplő információk forrásmegjelöléseként.